# NGC 1507
NGC 1507 is een balkspiraalstelsel in het sterrenbeeld Eridanus. Het hemelobject werd op 6 januari 1785 ontdekt door de Duits-Britse astronoom William Herschel.

## Synoniemen
- PGC 14409
- UGC 2947
- IRAS04019-0219
- MCG 0-11-9
- KARA 139
- MK 1080
- KCPG 97A
- ZWG 392.2